# Melazzo
Melazzo (Mlass in piemontese, Mräss in dialetto Monferrino) è un comune italiano di 1 221 abitanti della provincia di Alessandria in Piemonte.
Il comune è situato nella valle dell'Erro, in prossimità della confluenza con il fiume Bormida.

## Storia
Nel Castello di Melazzo nacque, nel 1004, san Guido, dei Conti di Acquesana, venerato come santo dalla Chiesa cattolica e patrono della città di Acqui Terme e della diocesi di cui fu vescovo dal 1034 al 1070. Egli donò i propri diritti signorili alla chiesa di Acqui, che ottenne conferma del possesso nel 1039 e nuovamente nel 1052 dall'imperatore Enrico III. All'inizio del XIII secolo Melazzo fu sottoposto al controllo del comune di Acqui. In seguito entrò a far parte del marchesato del Monferrato. Tra il 1330 ed il 1333 trovò asilo nel castello di Melazzo il re d'Inghilterra Edoardo II Plantageneto per sfuggire alla cattura ed al tentativo di assassinio ordito dalla moglie Isabella di Francia. Riguardo al nome, esso potrebbe derivare dal latino Melacius, che significherebbe: “Podere di Melacius”, il proprietario.

### Simboli
Lo stemma del comune di Melazzo, è stato concesso con regio decreto del 9 aprile 1914.
Il gonfalone è un drappo di bianco.

## Monumenti e luoghi di interesse

### Castello di Melazzo
Le origini del locale castello sono antecedenti all'anno 1000: l'edificio attuale conserva ancora parti del Basso Medioevo rimaneggiate o integrate da restauri in stile neogotico (XIX-XX secolo), ad esempio per quanto riguarda le merlature delle mura.
All'interno, una lapide ricorda il fatto storico secondo cui Edoardo II Plantageneto, re d'Inghilterra, dopo essere stato deposto dal figlio, non sarebbe stato ucciso nel castello di Berkeley nel 1327, ma avrebbe trovato rifugio in Italia trascorrendo a Melazzo parte dei suoi ultimi anni.

### Chiesa parrocchiale di San Bartolomeo
La chiesa parrocchiale di S. Bartolomeo (XVIII secolo) e, ultimamente, di San Guido, contiene decorazioni in stile barocco piemontese; l'omonima pieve di San Bartolomeo, non più esistente, si trovava nel fondovalle tra il rio Caliogna e il torrente Erro. L'adiacente oratorio, intitolato al martire domenicano san Pietro martire, risale almeno al XVI secolo e conserva interessanti arredi barocchi.

### Il Quartino
Nei pressi del paese sorge la villa del Quartino (XVII-XVIII secolo) costruita dalla famiglia Scati, cui appartenne Costanza Scati, dama di compagnia della regina Maria Adelaide di Savoia.

### Castello di Montecrescente
Sulla opposta sponda dell'Erro, in cima al colle di Montecrescente, sorge un fortificazione a pianta ottagonale, con quattro torri angolari "a filo", nota anche con il nome di Tinazza, per la forma che ricorda quella di un tino capovolto. Eretta nel XIV secolo, sorvegliava lo sbocco delle valli della Bormida e dell'Erro.

### Chiesa di San Secondo
La chiesa di San Secondo, attualmente isolata tra i campi presso la borgata omonima, è un edificio romanico del XII secolo, originariamente con pianta a tau e triabsidato (ne sopravvivono soltanto due) secondo un modello architettonico relativamente frequente in diocesi di Acqui.

### Acquedotto romano
Nel territorio di Melazzo, nei pressi della foce del rio Caliogna, sulla sponda sinistra, si può vedere un tratto di ciò che resta dell'acquedotto romano . L'opera, che risale al I secolo d.C., era lunga circa 13 km, aveva origine dal territorio di Cartosio e terminava ad Acqui Terme valicando il fiume Bormida su imponenti archi ancora visibili (uno dei simboli di Acqui Terme ). Il condotto aveva una sezione di cm 120 di altezza e cm 40 di larghezza, la volta era a botte, era intonacato internamente ed appoggiava su una vena di marna. Tutto l'acquedotto manteneva una pendenza media di 1,60 m x 1000 m. Fino agli anni ottanta del '900 si pensava che il punto di captazione delle acque fosse in località Tempuccio di Cartosio; durante i lavori di consolidamento degli argini nei pressi del ponte in località Colombara, il gruppo speleologico del CAI di Acqui Terme scoprì che era situato più a monte presumibilmente in località Lago Scuro. 

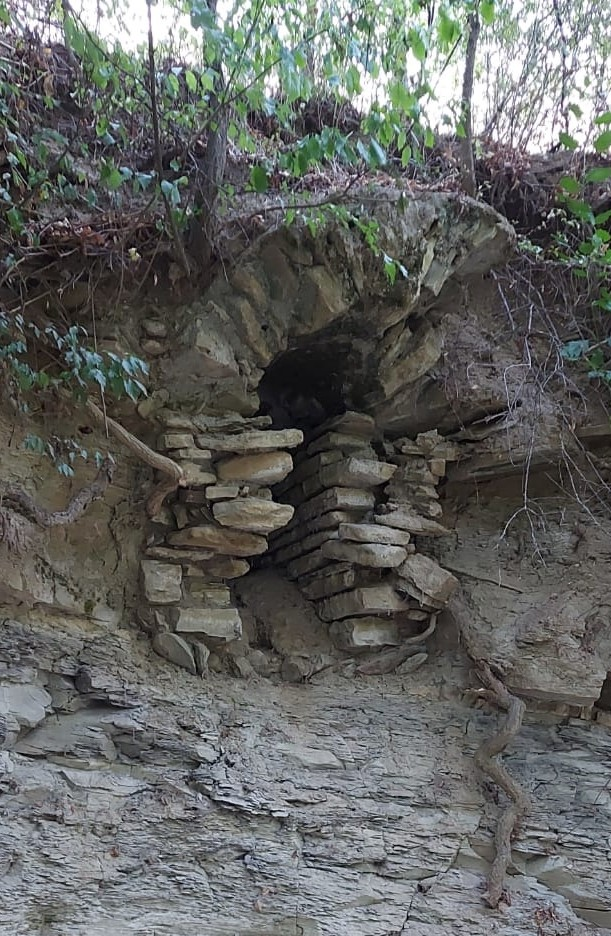
Vista esterna dell'Acquedotto Romano

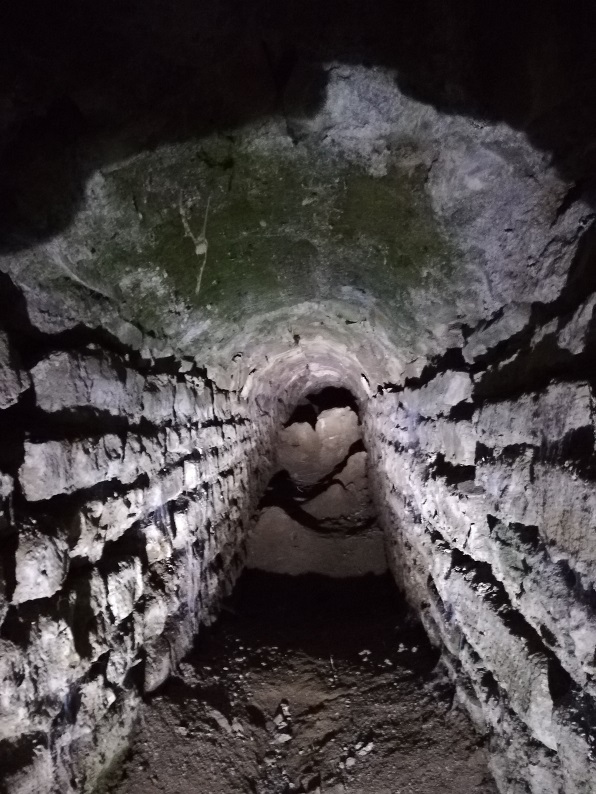
Vista interna dell'Acquedotto Romano

## Società

### Evoluzione demografica
Abitanti censiti

## Cultura

### Feste
- Festa patronale con raviolata il 24 agosto
- Sagra dello Stoccafisso (mese di aprile). Durante questa festa si svolge una gara a dir poco singolare, che consiste nel lancio di uno stoccafisso lungo la via che circonda il castello medievale: vince la coppia di partecipanti che compie il percorso con il numero minore di lanci.

## Amministrazione
Di seguito è presentata una tabella relativa alle amministrazioni che si sono succedute in questo comune.
| Periodo        | Periodo        | Primo cittadino        | Partito                                | Carica  | Note  |
| -------------- | -------------- | ---------------------- | -------------------------------------- | ------- | ----- |
| 5 giugno 1985  | 28 maggio 1990 | Andrea Caratti         | Democrazia Cristiana                   | Sindaco | [ 9 ] |
| 28 maggio 1990 | 24 aprile 1995 | Emilio Rapetti         | -                                      | Sindaco | [ 9 ] |
| 24 aprile 1995 | 14 giugno 1999 | Emilio Rapetti         | centro                                 | Sindaco | [ 9 ] |
| 14 giugno 1999 | 14 giugno 2004 | Marino Ghiglia         | lista civica                           | Sindaco | [ 9 ] |
| 14 giugno 2004 | 8 giugno 2009  | Diego Vincenzo Caratti | lista civica                           | Sindaco | [ 9 ] |
| 8 giugno 2009  | 26 maggio 2014 | Diego Vincenzo Caratti | lista civica Insieme per migliorare    | Sindaco | [ 9 ] |
| 26 maggio 2014 | 26 maggio 2019 | Piero Luigi Pagliano   | lista civica Serietà esperienza        | Sindaco | [ 9 ] |
| 26 maggio 2019 | 9 giugno 2024  | Piero Luigi Pagliano   | lista civica Insieme a Voi per Melazzo | Sindaco | [ 9 ] |
| 9 giugno 2024  | in carica      | Piero Luigi Pagliano   | lista civica Insieme a Voi per Melazzo | Sindaco | [ 9 ] |

## Galleria d'immagini

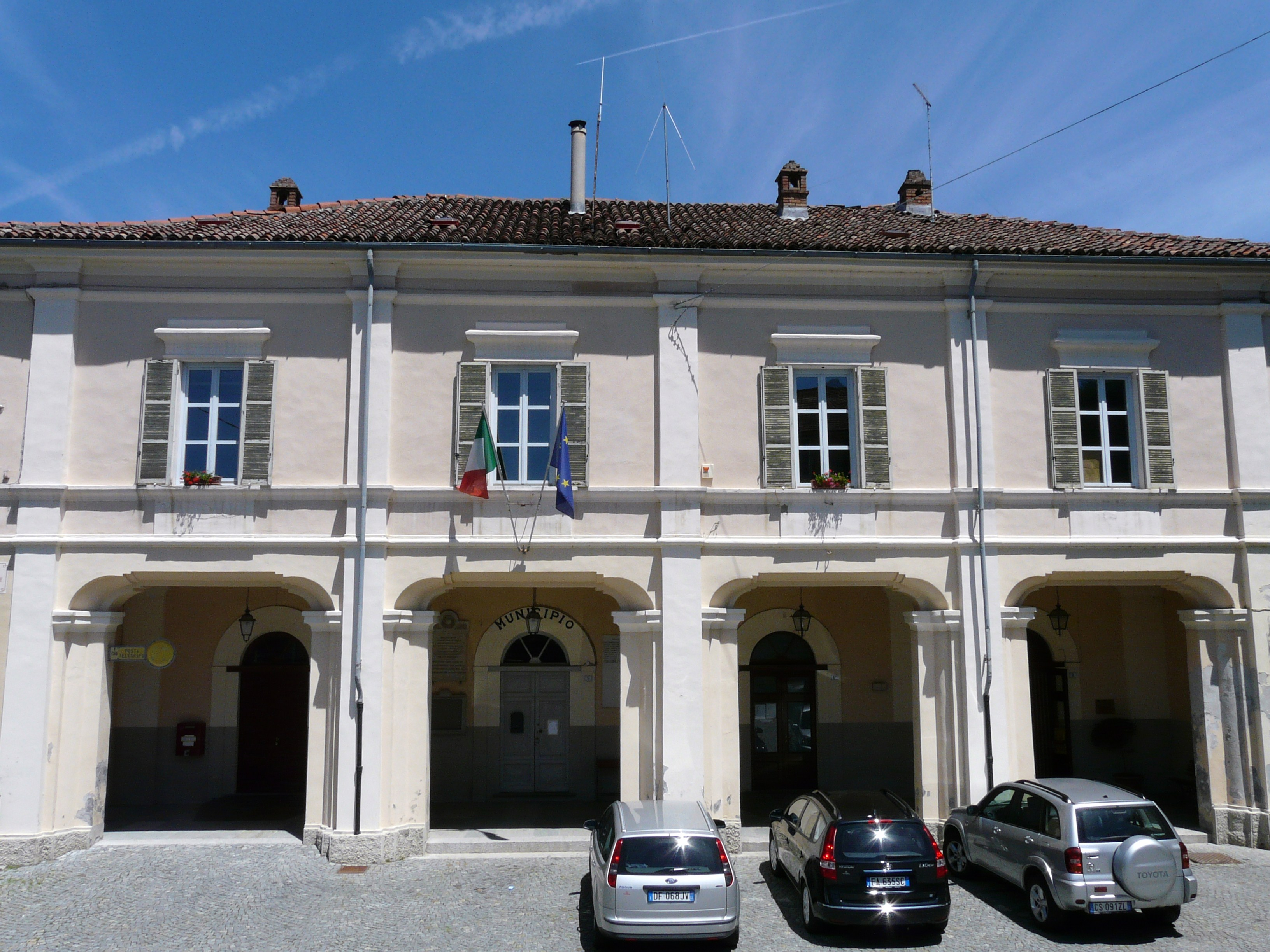
Municipio
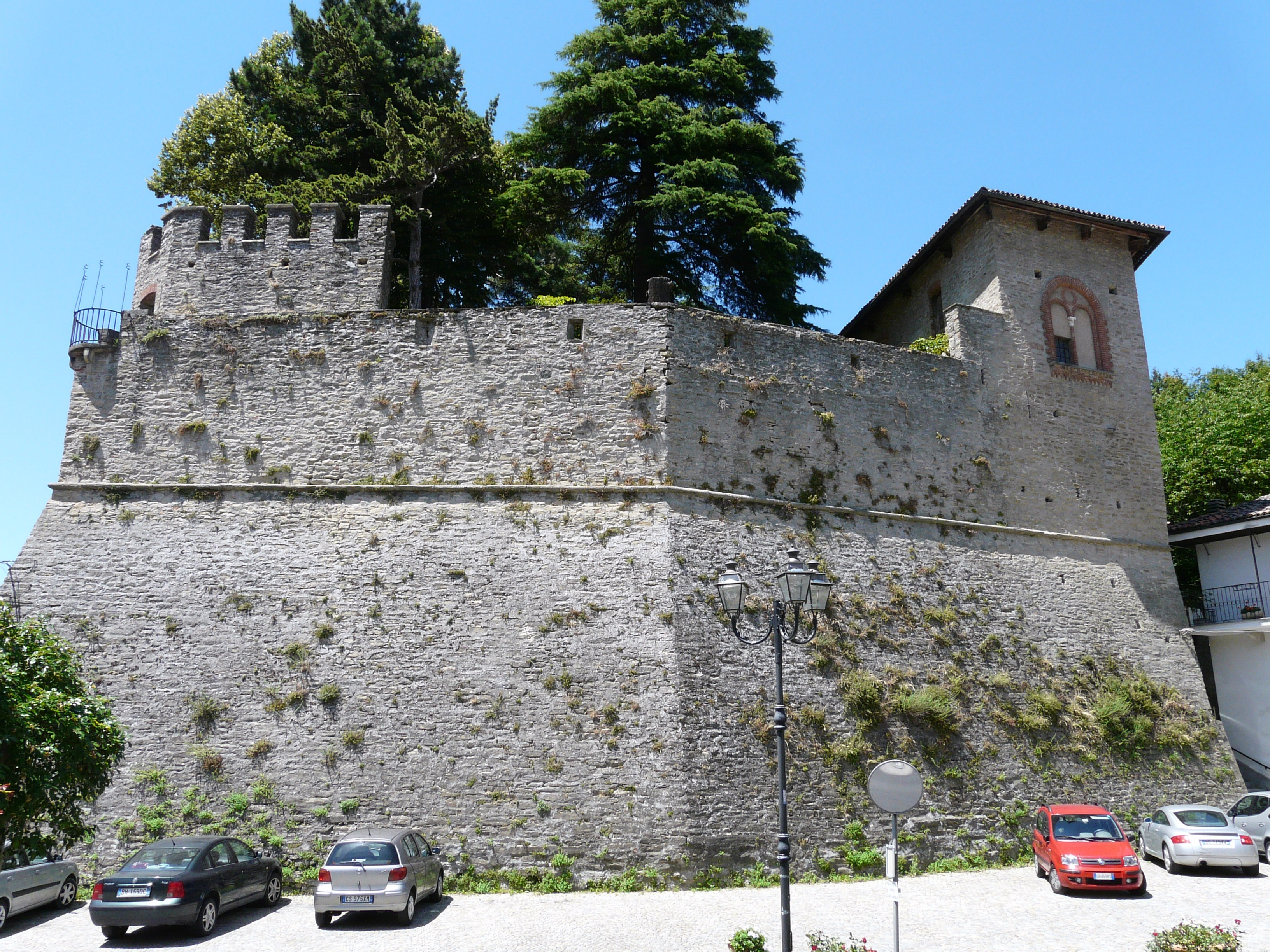
Castello e mura
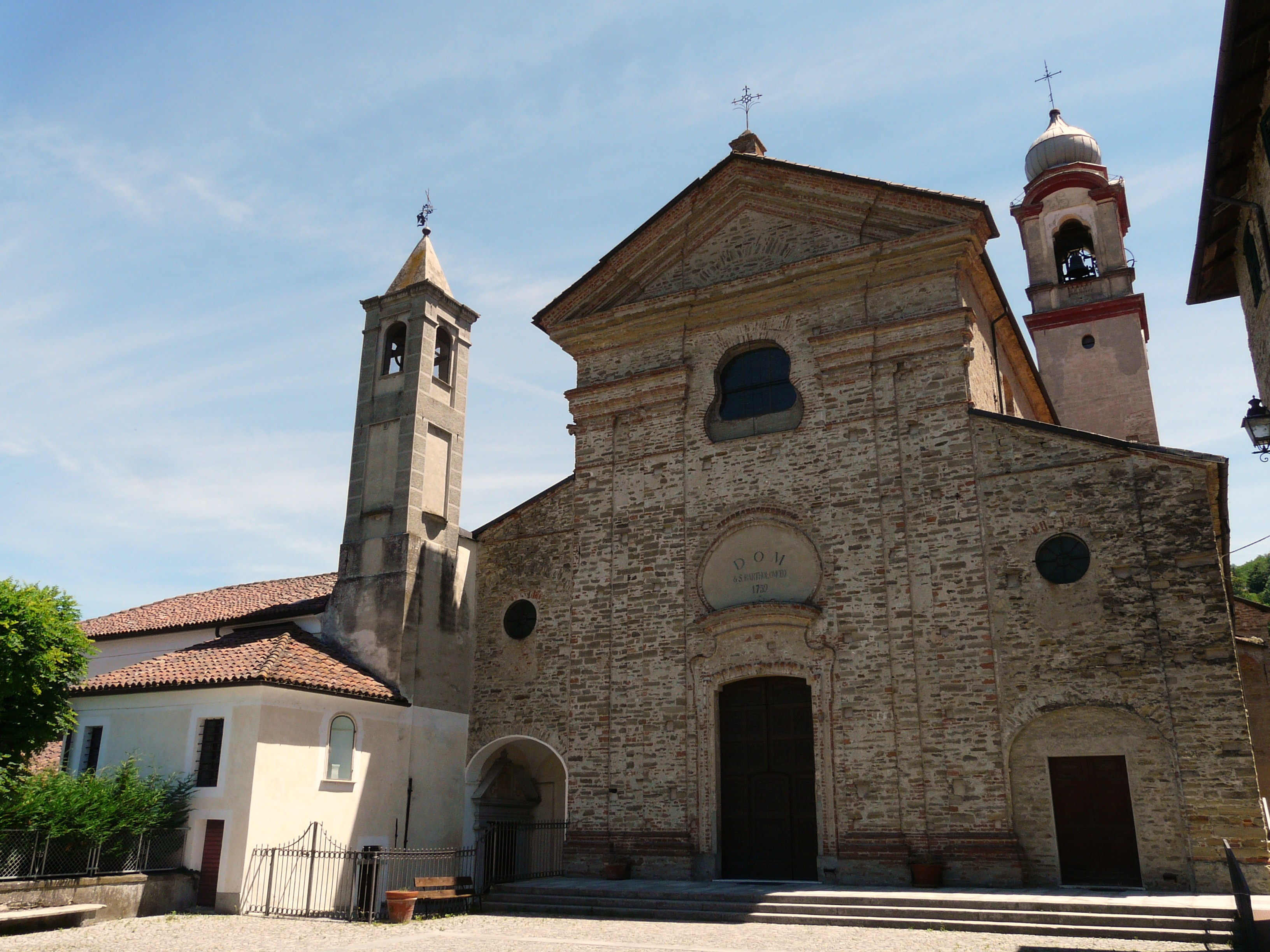
Chiesa di San Bartolomeo
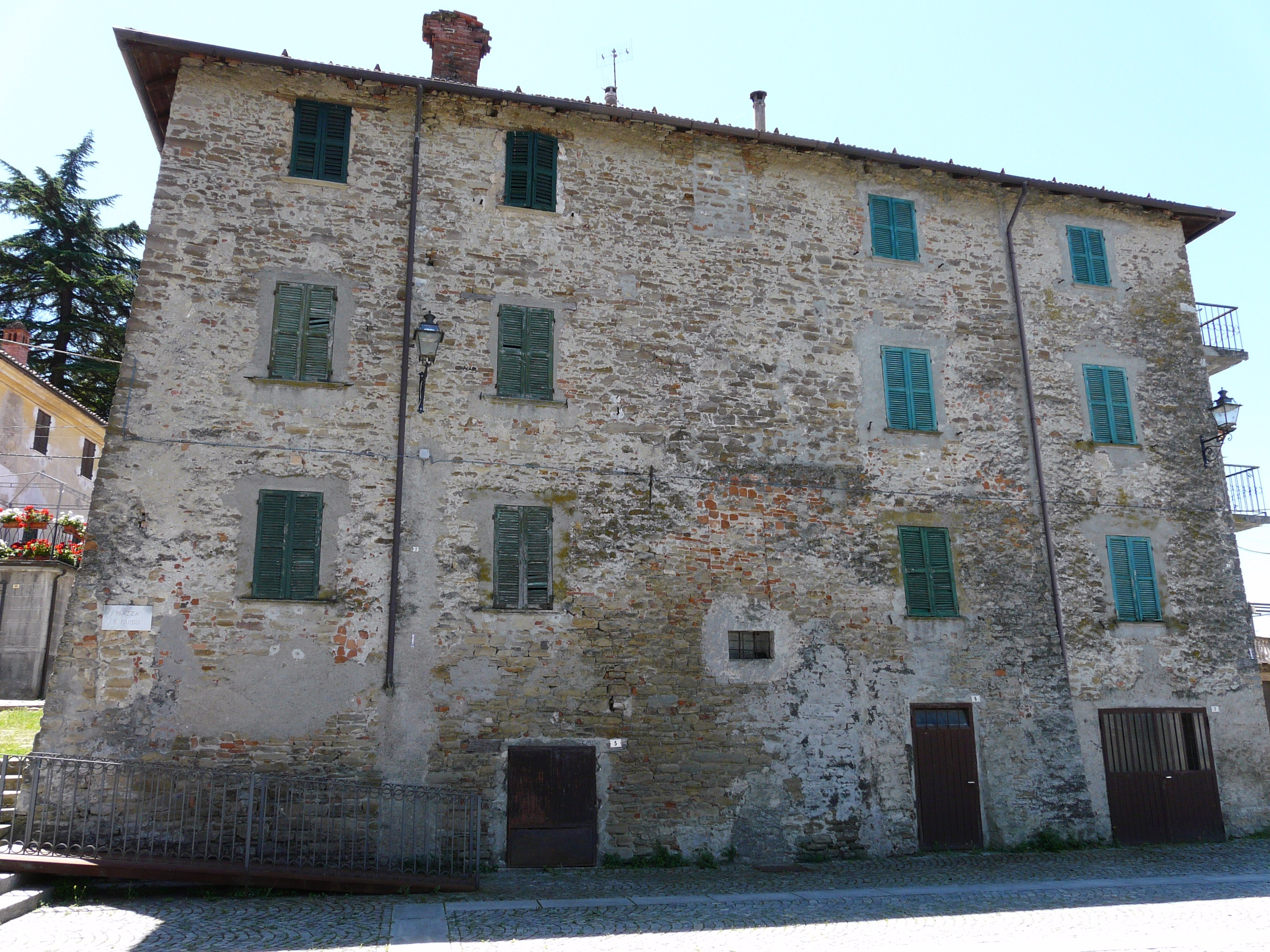
Casa del centro storico